# Эвигар
Эвигар — упразднённое село в Сулейман-Стальском районе Дагестана. На момент упразднения входило в состав Хутаргского сельсовета. В 1968 году жители села переселены в село Аламише.

## География
Располагалось в месте слияния рек Ругунчай и Салманкам, в 2,5 км (по прямой) к юго-востоку от села Качалкент.

## История
До вхождения Дагестана в состав Российской империи селение входило в состав Кутуркюринского магала Кюринского ханства. После присоединения ханства к Российской империи числилось в Цмурском сельском обществе Кутур-Кюринского наибства Кюринского округа Дагестанской области. В 1895 году селение состояло из 68 хозяйств. По данным на 1926 год село состояло из 88 хозяйств. В административном отношении входило в состав Хутаргского сельсовета Касумкентского района. В советские годы действовал колхоз имени М. Горького. В 1966 году село было разрушено землетрясением. Жителей населённого пункта, было решено переселить на земли совхоза «Коммуна», где было образовано село Аламише.

## Население
| Численность населения | Численность населения | Численность населения | Численность населения |
| 1895                  | 1908                  | 1926                  | 1939                  |
| --------------------- | --------------------- | --------------------- | --------------------- |
| 351                   | ↘341                  | ↗400                  | ↘356                  |

По данным Всесоюзной переписи населения 1926 года, в национальной структуре населения лезгины составляли 100 %